# Музей Фридера Бурды
Музей Фридера Бурды (нем. Museum Frieder Burda) — художественный музей в баден-вюртембергском городе Баден-Баден, основанный в октябре 2004 года фондом «Stiftung Frieder Burda»; основу музейных фондов составляет частная коллекция произведений классического и современного искусства, собранная Фридером Бурдой. Здание музея, построенное по проекту архитектора Ричарда Мейера, примыкает к зданию Кунстхалле Баден-Бадена; проводит временных выставки известных современных художников.

## История и описание

### Фонд
В 1998 году был основан «Фонд Фридера Бурда» (Stiftung Frieder Burda), в рамках которого коллекционер Фридер Бурда (1936—2019) ставил себе целью сохранить свою коллекцию произведений искусства и, одновременно, сделать ее доступной для широкой публики; формальной целью фонда являлось «продвижение искусства, культуры и науки». Существовал и предварительный план деятельности — создать музей под названием «Коллекция Фридера Бурды» в городе Мужен (на юге Франции), являвшемся последней резиденцией Пабло Пикассо и где у самого Бурды был второй дом. Однако, в итоге коллекционер решил построить новый музей в Баден-Бадене — в городе, где располагалась его основная резиденция.
Клаус Гальвиц являлся директором-основателем фонда с 2004 по 2006 год; на этом посту его сменил директор Кунстхалле Тюбингена, историк искусства Гётц Адриани, а с 2014 года — другой историк искусства, многолетний директор Городской галереи в доме Ленбаха Хельмут Фридель (род. 1946). В мае 2017 года сам Бурда назначил директором нового музея Хеннинга Шапера, ранее работавшего в Музей современного искусства в Вольфсбурге; Шапер также стал членом совета фонда, в который помимо него вошли жена основателя, Эльке Бурда, и ее сын Доминик Камп. Ответственность за свою коллекцию Бурда возложил на его падчерицу — Патрисию Камп — которая в 2016 году открыла первый филиал музея «Берлинский салон» (Berliner Salon) — в бывшей еврейской школе для девочек в Берлине.

### Здание
Американский архитектор Ричард Мейер спроектировал для музея очень светлое, практически полностью белое, «открытое» здание с двумя большими основными залами, двумя дополнительными выставочными залами и полуподвалом. Доступ ко всем трем этажам здания осуществляется через пандусы (рампы), как и во многих других зданиях Мейера. Проект Германа Биллинга для соседнего Кунстхалле Баден-Бадена, чья последовательность небольших и просторных залов до сих пор считается крайне удачным примером «стройной и функциональной» музейной архитектуры, стала примером для Мейера. Два музея, построенные с разницей в столетие, соединил стеклянный мост; музеи регулярно проводят совместные выставки и иные мероприятия.
Новое здание музея Фридера Бурды имеет выставочную площадью около 1000 м2; его постройка обошлась в 15 миллионов евро — в период двухлетнего строительства ни государственные, ни земельные средства не использовались. Музей был построен под надзором баден-баденского архитектора Петера В. Крузе (бюро «Architekt Kruse GmbH»). Помимо проекта Мейера, обсуждался и проект базельской архитектурной фирмы «Steib + Steib»: предполагавшаяся проектом перестройка фрагмента исторических парков (Лихтенталерской аллеи) вызвал недовольство части общественности; в результате проект Мейера получил широкое одобрение. В 2005—2006 годах музейное здание завоевало сразу несколько архитектурных наград.

### Коллекция и выставки
По состоянию на 2017 год, коллекция музея Фридера Бурды включает в себя около 1000 произведений как классического, так и современного искусства; это картины, скульптуры, графика и инсталляции. Основное внимание в галерее уделяется немецкому экспрессионизму, абстрактному экспрессионизму, немецкой живописи, созданной после 1960 года, работам Пикассо и произведениям мировой живописи, созданным после 1990 года. На открытии музея зрители впервые смогли увидеть ключевые экспонаты: это около 150 (из имевшихся тогда 550) произведений искусства, которые были одновременно выставлены в новом здании и в прилегающем к нему Кунстхалле.
В мае 2015 года музей выставил на продажу работу Марка Ротко «Bild No. 36» (Black Stripe, 1958) — неизвестный участник приобрёл её за 40,485 миллионов долларов на нью-йоркском аукционе Christie’s. В музее хранятся еще две подобные картины — из ранних работ Ротко. В 2017 году в музее прошла временная выставка одного из ключевых представителей немецкого постмодернизма Зигмара Польке «Alchemie und Arabeske»; в следующем году галерея выставляла работы Джеймса Таррелла — в рамках его персональной выставки.

#### Berliner Salon
Выставочный зал «Berliner Salon» (Берлинский салон) был открыт 14 октября 2016 года на улице Августштрассе в Берлине — он является частью музейного пространства галереи Фридера Бурды. Находясь под прямым руководством Патриции Камп, данный зал представляет некоторые аспекты музейной программы и части основной коллекции: он считается «экспериментальным полем».